# Pierre-Raymond de Brisson
Pierre-Raymond de Brisson (Moissac, 22 gennaio 1745 – Moissac, 1820) è stato un viaggiatore francese.
Marinaio di una nave, naufragò in Senegal e fu catturato nel 1785 a Capo Bianco dagli indigeni. Riuscì a scappare fortunosamente e si stabilì in Marocco, ove diede alle stampe Histoire du naufrage et de la captivité (1789)